# خوسيه فيدال (لاعب كرة قدم)
خوسيه فيدال (بالإسبانية: José Vidal)‏ (15 ديسمبر 1896 بمونتفيدو في الأوروغواي - 3 يوليو 1974 بمونتفيدو في الأوروغواي) هو لاعب كرة قدم أوروغواني في مركز الوسط، شارك في الألعاب الأولمبية الصيفية 1924. وشارك مع منتخب الأوروغواي لكرة القدم.

## وصلات خارجية
- خوسيه فيدال على موقع قاعدة بيانات كرة القدم.إي يو (الإنجليزية)
- خوسيه فيدال على موقع ناشيونال فوتبول تيمز (الإنجليزية)
- خوسيه فيدال على موقع اللجنة الأولمبية الدولية (الإنجليزية)
- خوسيه فيدال على موقع أوليمبيديا (الإنجليزية)